# حزقيال أنطونيو بيريز لوبيز
حزقيال أنطونيو بيريز لوبيز (بالإسبانية: Juan Antonio Pérez López)‏ هو كاتب واقتصادي إسباني، ولد في 13 يونيو 1934 في سلامنكا في إسبانيا، وتوفي في 2 يونيو 1996 في توردسيلاس في إسبانيا.